# 莲花街道 (深圳市)

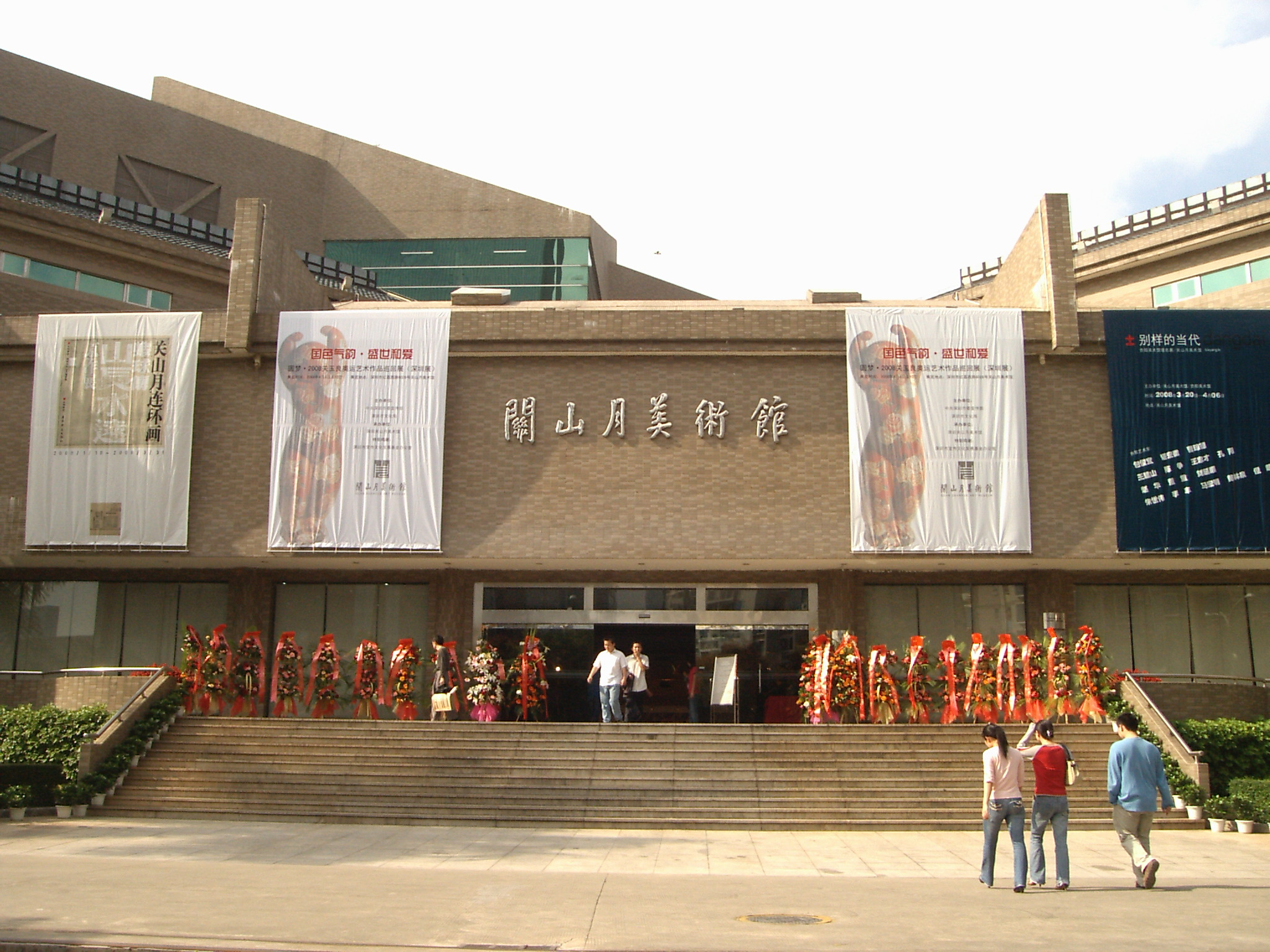
关山月美术馆

莲花街道是中国广东省深圳市福田区下辖的一个街道。总面积9.6平方公里，下辖12个社区。总人口约22万人，其中户籍人口约10万人。是深圳市人大常委会、深圳市政府的驻地，是深圳市政治中心。
蓮花街道是於2002年9月成立。名称取自街道内的小山岗——莲花山。

## 地理
莲花街道辖区东起彩田路，西至香梅路，南临深南路，北达北环路。辖区所处的地理位置，是深圳市的行政、文化、信息和商务中心。其中市民中心为深圳市政府的中心總部。
莲花街道下辖以下地区：
福中社区、莲花北社区、景华社区、紫荆社区、梅岭社区、狮岭社区、梅富社区、福新社区、彩虹社区、彩田社区、景田社区、景新社区、景莲社区、康欣社区、景怡社区和景秀社区。

## 地標
- 市民中心
- 蓮花山公園
- 關山月美術館
- 少年宮

## 交通
- 道路
  - 彩田路
  - 紅荔路
- 鐵路
  - 深圳地鐵3號線
  - 深圳地鐵4號線
  - 深圳地铁10号线

## 圖片

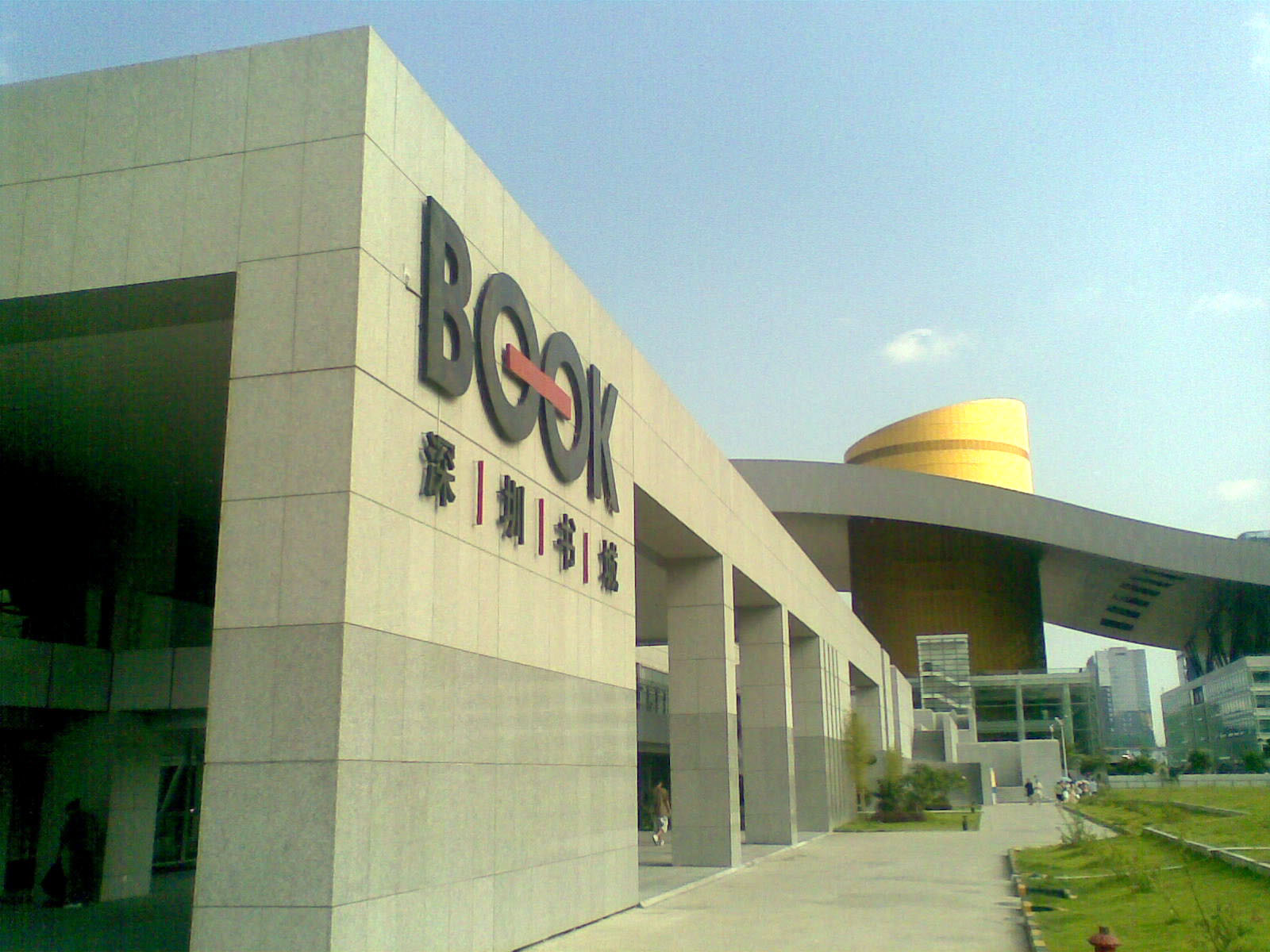
深圳書城
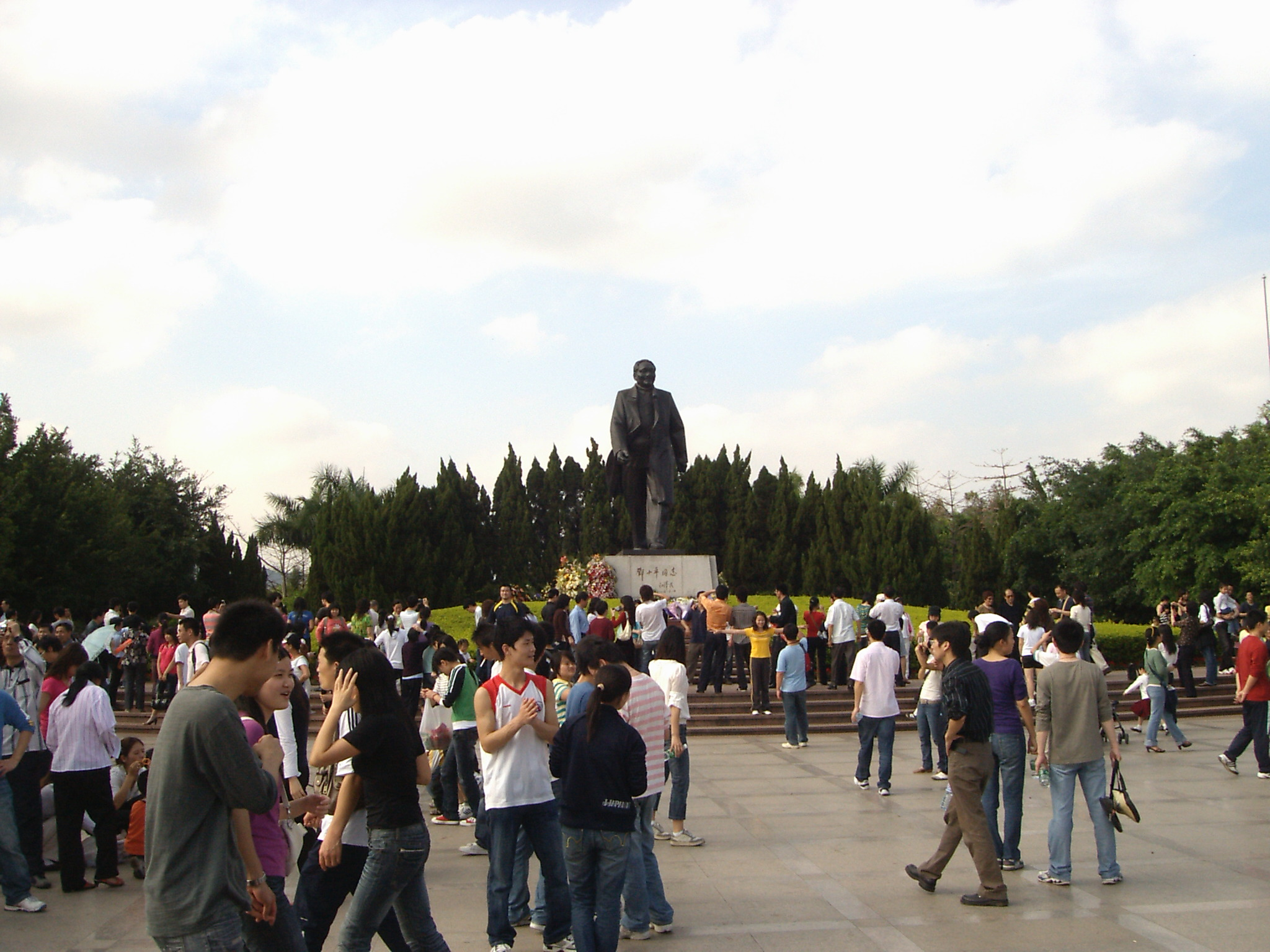
蓮花山公園
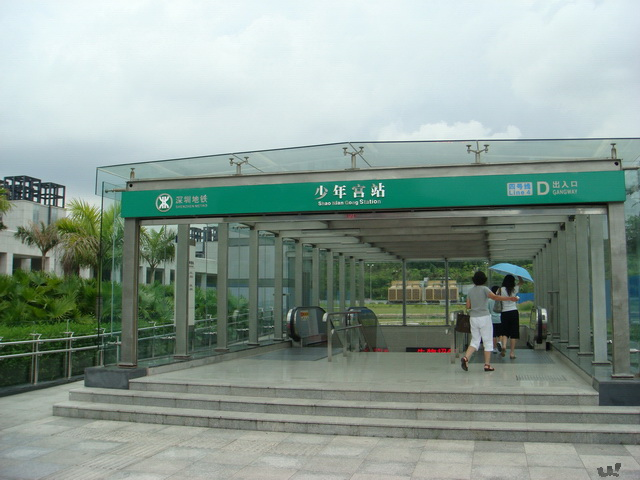
地鐵少年宮站出口
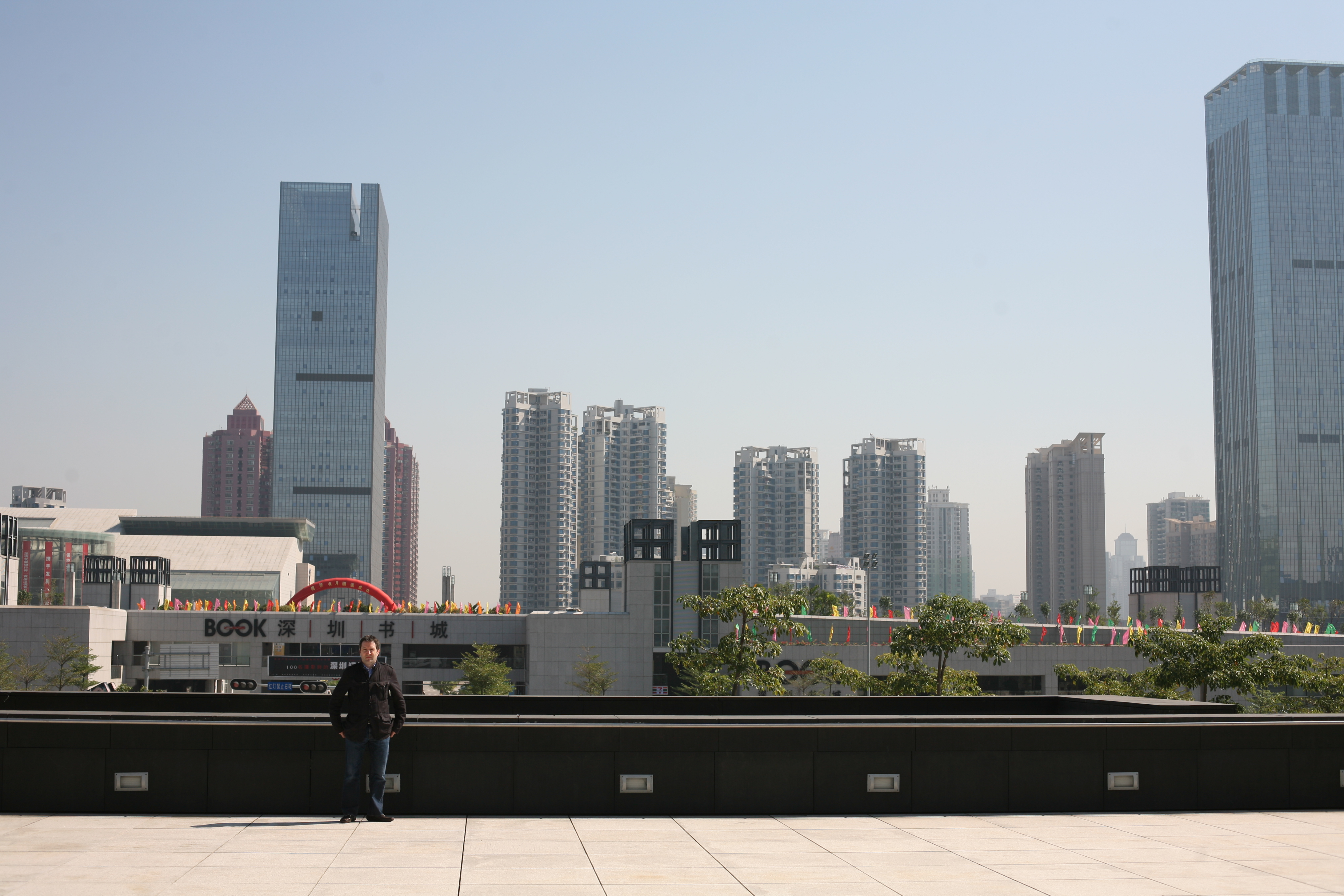
從深圳書城頂層向東看